# オメガトライブ
オメガトライブ（OMEGA TRIBE）は、1980年代前半から1990年代前半にかけて日本で活動したバンドであり、プロデューサー藤田浩一の総合指揮の下、作曲家林哲司並びに和泉常寛、アレンジャー新川博らの制作陣を中心としたプロジェクトの総称。
ボーカルは杉山清貴、カルロス・トシキ、新井正人と変遷した。
「オメガトライブ」とは実質的にプロデューサー「藤田浩一」そのものであり、その指揮の下、制作陣から生み出された楽曲を藤田が最終カスタマイズし、杉山、カルロス、新井の3名のボーカルが歌う方式でCDが作られている。
一般的にはサザンオールスターズやTUBEと並んで「夏バンド」のイメージが強い。

## 概要
夏・海・リゾートをテーマとした彼らの作品の数々は、『サザンオールスターズ』や『TUBE』と共に日本のサマー・ソングのヒット曲として知られている。
杉山清貴をボーカルとするアマチュアバンド「きゅうてぃぱんちょす」は1980年「第19回ヤマハポピュラーソングコンテスト（通称:ポプコン）」入賞後、メジャーデビューのオファーを受けながらもオリジナル楽曲の完成度に納得できず、誘いを断っていた。プロデューサー・藤田浩一はポプコン入賞以降同バンドに注目しており、デビュー条件としてプロによる提供楽曲の演奏を提示。バンドはこれを受け、「杉山清貴&オメガトライブ」と名を変え、1983年4月にレコードデビューした。
藤田は、1980年代に角松敏生やオメガトライブ、菊池桃子を擁した芸能事務所トライアングル・プロダクションの代表。藤田が関わる業務は、作詞家や作曲家、アレンジャーとのプリプロダクションからレコーディング・スタジオでのミュージシャンへの指示やエンジニアへの注文、レコード・ジャケットの決定からマーケット戦略まで多岐に亘っており、全ての最終決定権は藤田にあった。
バンド名称の名付け親は、藤田と親しいハワイのカリスマDJのカマサミ・コング。
メンバーは候補に挙がった中の「タイクス」という名前を気に入っていたが、藤田が「オメガトライブ」に決めた。「オメガトライブ」とは、「オメガ」（Ω, ω）＝ギリシャアルファベットの最後の文字（「最後」を意味する）と、「トライブ」＝種族を合わせ「最後の種族」という意味がある。詳細は後述。

## 「オメガトライブ」というプロジェクト
杉山清貴&オメガトライブのメンバーは、後日「”オメガトライブ”は、バンドでは無く、プロジェクトであり、自分達はその一員であった。」と答えている。
藤田が考えるオメガトライブというプロジェクトを、林哲司主導の下で楽曲制作を行う。またレコーディングではプロデューサーである藤田浩一の製作に対する要求が高い為に、バックコーラスも含めプロのスタジオ・ミュージシャンが演奏したため、ボーカルの杉山以外のメンバーはレコーディングに関わっておらず、アマチュアバンド「きゅうてぃぱんちょす」のメンバーは、バンド名や制作した楽曲を全て封印し、「オメガトライブ」を演じるバンドになった。
バンドは名付けられ、オリジナル作品は制作出来ず、作品は準備され、演奏はスタジオ・ミュージシャンの演奏をなぞる。ビジュアル・イメージは絶えず「海」「夏」「リゾート」がつきまとう。
そのため、メンバーは「楽曲を与えてもらって、それを売らなきゃいけない使命感が物凄くあって、その使命感の中で疲れ果てて」しまい、また「いつか売れたら、自分たちで曲を作り、演奏もしたい。そこで挫折したら自分たちの責任だし納得もする。ところが、売れたらますますその願いは叶わず、いつしか与えられるだけで、なにも制作に関与しない」と言う状況が続いた。またデビュー後の楽曲は他人から作ってもらっていたため、俯瞰の目で自分たちを見ながら、曲が売れても他人事のような感覚だった為、『このまま俺たちやってて、どうするんだろう？』と思い、「自分たちで楽曲作ってないし、アルバムではちょっと作ってるが、メインではない。楽曲から見放されたら自分たちに何にも残らない」と思った時に、メンバー同士でツアー中の飲みの席で『じゃあ今売れてる内に解散しようぜ！』と杉山より解散を切り出し、「年内（1985年）一杯で解散すること」をメンバーだけで決意、その意思をプロデューサーかつ社長である藤田に報告、吉田が一足先に脱退後、1985年12月24日で解散となった
。解散を切り出したのは杉山、解散に賛成は廣石と大島と吉田、反対は高島と西原であったが、最終的に満場一致での解散となった。その後、杉山はソロ活動を開始し、高島と西原の活動継続の意向を尊重した藤田の意向があり、新たに加入したカルロス・トシキ、黒川照家と共に「1986オメガトライブ」の一員となった。また大島・廣石・吉田は藤田のもとを離れてそれぞれの活動を開始した。

## 杉山清貴&オメガトライブ

### メンバー
| 名前                           | プロフィール                                                  | 担当       | メンバーカラー | 備考 |
| ------------------------------ | ------------------------------------------------------------- | ---------- | -------------- | --- |
| 杉山清貴 （すぎやま きよたか） | 1959年7月17日（66歳） 神奈川県横浜市磯子区出身 AB型           | ボーカル   | 黄             | |
| 髙島信二 （たかしま しんじ）   | 1960年10月23日（64歳） 神奈川県横浜市出身 O型                 | ギター     | 赤             | |
| 西原俊次 （にしはら としつぐ） | 1960年4月26日（65歳） 東京都品川区出身 AB型                   | キーボード | 青             | |
| 廣石惠一 （ひろいし けいいち） | 1960年11月15日-2025年3月16日（64歳没） 神奈川県横浜市出身 A型 | ドラムス   |                | 解散前の旧芸名は「広石恵一」。クレイジーケンバンドのメンバーとしても活躍していた(2023年に脱退)。杉山と同様に、解散後も音楽活動を継続していた。2025年3月に脳出血で死去、享年64歳。        |
| 大島孝夫 （おおしま たかお）   | 1960年12月8日（64歳） A型                                     | ベース     | 緑             | 解散後はバンドNO-SIDEに参加し、アルバム1枚発表するも、その後脱退。脱退後は音楽業界から離れたが、2004年の再集結後はオメガトライブの活動の他に、吉田のバンドへの参加等、音楽活動を継続中。 |
| 吉田健二 （よしだ けんじ）     | 1960年8月10日（64歳） O型                                     | ギター     | オレンジ       | 解散前である1985年4月に脱退、2004年の再集結ライブより再合流。別名：吉田健太。愛称は「ケンタ」。現在は川瀬ゆう子と音楽ユニット「NightOwl」を結成し、活動中。                              |

サポートメンバー
- 大阪哲也（キーボード）…ライブCD『The open air live "High & High 2018" Complete』より、オリジナルメンバーと共にメインビジュアルに登場している。メンバーカラーは、    ピンク
- Juny-a（パーカッション、サックス）…本名、旧芸名は、近藤淳也。2024年のライブツアー『～FIRST FINALE TOUR 2024～ “LIVE EMOTION”』より参加。メンバーカラーは、    紫
- 小川幸夫（ドラムス）…通称 GAAA（ガー）、2024年のライブツアー『～FIRST FINALE TOUR 2024～ “LIVE EMOTION”』より廣石の代役で参加して以来、現在も参加している。メンバーカラーは、    白

### 略歴
1978年12月結成。この時期は現在芸術音楽の作曲家である千住明や後にSugarを結成する長沢久美子（クミ）と毛利公子（モーリ）も在籍していた。
1980年5月に前身となるバンド「きゅうてぃぱんちょす」にて第19回ヤマハポピュラーソングコンテストに入賞。同年10月第20回ポプコンでは落選するが、プロデューサー藤田浩一の目に止まることとなった。キーボードの千住はプロへ直結するポプコン優勝を逃したことから、在籍していた慶応義塾大学から東京芸術大学への受験により音楽家になることを希望し、グループを離れる。キーボード担当は西原俊次が新たに加わり、グループとしてプロデビューを目指した。
1983年4月、藤田の第1弾プロジェクト『杉山清貴&オメガトライブ』としてレコードデビューする。
- なお、「オメガトライブ」という名前は「バンド名の候補でも一番下にあった名前」であった（後に杉山自身が公言している）。1985年12月、プロデューサーとメンバーとの方向性の違いにより、横浜文化体育館のライブを最後に解散。

代表曲としては、1983年4月「SUMMER SUSPICION」、1984年1月「君のハートはマリンブルー」、1985年3月「ふたりの夏物語 -NEVER ENDING SUMMER-」（最大のヒット曲）など。
2004年2月、杉山の呼びかけにより、杉山清貴&オメガトライブを再集結し（前座：きゅうてぃぱんちょす）、2月11日NHKホール、2月14日愛知厚生年金会館、2月15日大阪厚生年金会館に於いて、『First Finale2 〜オメガとライブ〜』と題したコンサートを行う。
2018年5月5日、日比谷野外大音楽堂での杉山の野外ライブ「The open air live "High  & High 2018"」を、デビュー35周年記念として杉山清貴&オメガトライブ名義にて行なう。
2019年5月5日、前年同様日比谷野外大音楽堂でライブを開催。
2019年には12会場13公演に及ぶ全国ツアーを開催。
2024年に結成40周年を迎えるに当たり、2021年9月29日発売の『AQUA CITY REMIX』を皮切りに、『40周年シリーズ』の企画をスタート。2023年までに発売されるCDに付随している帯を集めると、40周年を迎える2023年に行われる企画に参加出来るようになっている。
2024年3月9日よりライブツアー「杉⼭清貴&オメガトライブ〜FIRST FINALE TOUR 2024〜“LIVE EMOTION”」を開催した。
2024年5月9日に40年ぶりに「杉⼭清貴&オメガトライブ」名義でテレビ出演することが発表された。
2025年3月16日、ドラムの廣石恵一が脳出血で死去、享年64歳。
2004年以降、再形成ライブや、何らかの形でのメンバーの共演を行なったりはしているが、「オメガトライブ」名義での新作は製作しないことを公言している。杉山は「オメガトライブというのは、2年8ヶ月の中で作品は完結しており、藤田（プロデューサー）が作った世界なので、藤田がいなければオメガトライブは引き継げない。林哲司や自分達が作ったら、それはオメガトライブじゃなくなる。プロデューサーの思いがすべて集結したものなので、藤田が亡くなってしまった今は、新作はありえない」とインタビューで答えている。こうした経緯もあり、デビュー前にヤマハポピュラーソングコンテストで披露し、再結成時に正式に新曲として録音した『乗り遅れた747』は前身バンド名の『きゅうてぃぱんちょす』名義を使用した。

### エピソード

#### 「きゅうてぃぱんちょす」結成とポプコン
1978年、後にオメガトライブのメンバーとなる吉田健ニは高校3年生で、アマチュアでバンド活動をしていた。吉田は、別バンドのベーシストをする兄から「12月に久保講堂（霞が関）でコンサートをやるから、前座をやってくれ」と言われた。この参加メンバーを集めるため、吉田はバンド仲間などに声をかけたがヴォーカル担当が見つからなかった。吉田は、歌が上手い1年先輩の杉山清貴にダメ元でヴォーカルを依頼すると、彼が「うん、いいよ」と承諾したことで17人による寄せ集めバンドができた。このバンドは上記の前座だけやって解散する予定だったため、吉田たちは深く考えずにバンド名を「きゅうてぃぱんちょす」に決めた。
その当日である1978年12月23日、ロックの聖地とも呼ばれる久保講堂でコンサートの前座として出演し、会場を沸かせた。この一日で解散するはずだったが終了後、バンドメンバーのうち杉山や吉田など数人が「もう少しバンド活動を続けよう」と言い出したことから、バンドの継続が急遽決定。後日、上記のライブ演奏の録音カセットを聴いたヤマハのディレクターから、当時プロアーティストへの登竜門だったヤマハポピュラーソングコンテスト（以下、ポプコン）への参加を勧められた。1979年の秋、第18回大会で初出場した後、さらに練習を積んで第19回大会に出場して『GOSPELの夜』で入賞。
第20回大会にも出場してポプコン3大会連続で本戦出場したことで、トライアングルプロダクション社長兼プロデューサー・藤田浩一からプロデビューの話を持ちかけられた。藤田には当時手掛けたい音楽があり、それを具現化するヴォーカリストを探していたが、杉山は『バンドでやれない（杉山だけソロ歌手としてデビューする）ならイヤです』と断った。この杉山の意志に藤田が折れ、メンバー全員でのデビューが決まった。

#### デビュー後の音楽活動
オメガトライブの楽曲は都会的な大人のロック「AOR（アダルト・オリエンテッド・ロック）」で、デビュー曲の作詞は康珍化、作曲は林哲司が手掛けることが決まった。デビューにあたり、杉山たちメンバーは当初バンド名を「ラグーン」に改名しようとしたが、直後に事務所から「『（杉山の名前を付けない）オメガトライブ』に決めたから」と告げられた。
また事務所からは、「オメガトライブ」が発表する楽曲は作詞作曲を外部の人が行い、レコーディングではプロのスタジオミュージシャンによる演奏を使うことも伝えられた。杉山はそれまでロックテイストの歌い方をしていたが、デビュー時のレコーディングの際、藤田から「声を張るな、抑えろ」と指示されるなどして歌い方を変えた。コンサートなど人前でパフォーマンスを披露する時はスタジオミュージシャンの手を借りるわけにはいかないため、観客から“レコードと演奏レベルが違う”と言われないよう、メンバー全員猛練習して演奏技術を磨いた。
1983年のデビュー直前、メンバーの知らぬ間に藤田によりバンド名を「杉山清貴&オメガトライブ」に変更されていた。また、当時世間では「トライブ」という単語が耳慣れないこともあって、しばらくの間周りからバンド名を「オメガドライブ」と間違えられることがよくあった。
プロジェクトには明確なイメージ戦略があり、バンドに「夏」、「海」、「リゾート」、「都会」というイメージがつけられた。また、メンバーのほとんどが横浜育ちだが、仕事で人前に出る時は上記イメージに合う“湘南の若者”として振る舞うことが求められたという。

#### 解散
その後歌番組での活躍やヒット曲に恵まれたため、周りからバンド活動は好調に思われた。しかし、メンバーはライブを重ねて演奏技術が上がったと感じて「自分たちの演奏でレコーディングしたい」と何度も直訴したが、却下される状況が続いた。1985年、これらの活動形態に杉山を含めた数人が限界を感じ、ツアー中に杉山はメンバーたちに解散を切り出し、当初は反対するメンバーもいたが話合いにより解散する方向でまとまった。ただし吉田健二だけは、正式な解散を待たずにツアー途中にオメガトライブを脱退した。藤田たちプロジェクト関係者は、杉山たちから解散の申し出を聞いて引き止めたが、メンバーたちの強い意志を感じて藤田側も正式に解散を決定。
1985年12月24日に「杉山清貴&オメガトライブ」は解散したが事務所との契約自体は残っていたため、杉山はシンガー・ソングライターとしてソロ活動することになった。高島・西原は新ボーカルにカルロス・トシキを迎え、『1986オメガトライブ』として再出発することとなった。吉田・大島・廣石は退社・移籍を選択した。
近年のツアーでは、「Last」や「FINAL」、「FINALE」といった「これが最後」と思わせるタイトルを付けているが、杉山は『言葉遊びですよ(笑)。真剣に受け取ってしまっても、そうじゃなくても結構ですよという気持ちです。』と語っている。また杉山は、『オメガトライブは「解散」したが、「再結成」はしていない』と語っており、メンバーが集まった時は「再集結」と表現される事が多い。

### 主な制作陣
- プロデューサー：藤田浩一（元「アウト・キャスト」のギタリスト・トライアングル・プロダクションのオーナー）
- 作詞家：康珍化、秋元康
- 作曲家：林哲司

### 作品

#### シングル
| # | 発売日         | タイトル                           | カップリング     | 最高順位 | 備考                                            |
| - | -------------- | ---------------------------------- | ---------------- | -------- | ----------------------------------------------- |
| 1 | 1983年4月21日  | SUMMER SUSPICION                   | 渚のSea-Dog      | 9位      | 第12回東京音楽祭で披露、TBS賞を受賞             |
| 2 | 1983年10月21日 | ASPHALT LADY                       | A.D. 1959        | 36位     |                                                 |
| 3 | 1984年1月21日  | 君のハートはマリンブルー           | 愛を巻き戻して   | 12位     | TBS系ドラマ『年ごろ家族』主題歌                 |
| 4 | 1984年10月21日 | RIVERSIDE HOTEL                    | JOANNA           | 21位     |                                                 |
| 5 | 1985年3月6日   | ふたりの夏物語 NEVER ENDING SUMMER | FAREWELL CALL    | 5位      | JALPAK'85CM曲                                   |
| 6 | 1985年5月29日  | サイレンスがいっぱい               | ROLLING MEMORIES | 7位      | NTV系ドラマ『のン姉ちゃん・200W(ワット)』主題歌 |
| 7 | 1985年11月7日  | ガラスのPALM TREE                  | LONELY RUNNER    | 5位      | ダイドージョニアンコーヒーCM曲                  |

#### スタジオ・アルバム
| # | 発売日         | タイトル            | 最高順位 |
| - | -------------- | ------------------- | -------- |
| 1 | 1983年9月21日  | AQUA CITY           | 4位      |
| 2 | 1984年3月21日  | River's Island      | 3位      |
| 3 | 1984年12月21日 | NEVER ENDING SUMMER | 8位      |
| 4 | 1985年7月1日   | ANOTHER SUMMER      | 1位      |
| 5 | 1985年12月11日 | FIRST FINALE        | 1位      |

#### ベスト・アルバム
| #  | 発売日         | タイトル                                                                                       | 最高順位 |
| -- | -------------- | ---------------------------------------------------------------------------------------------- | -------- |
| 1  | 1984年6月10日  | カマサミ・コング DJスペシャル                                                                  | -位      |
| 2  | 1985年10月23日 | Single's History                                                                               | 3位      |
| 3  | 1991年7月21日  | Dear, Summer Lovers                                                                            | 51位     |
| 4  | 1991年11月21日 | Love Story Of Harvor View                                                                      | -位      |
| 5  | 1993年7月21日  | 杉山清貴&オメガトライブ シングル・コレクション 1983〜1985                                      | -位      |
| 6  | 1998年6月21日  | 杉山清貴&オメガトライブ CORE BEST TRACKS                                                       | -位      |
| 7  | 2004年2月11日  | THE OMEGA TRIBE                                                                                | 50位     |
| 8  | 2011年5月18日  | ゴールデン☆ベスト 杉山清貴&オメガトライブ                                                      | 107位    |
| 9  | 2012年6月5日   | BEST☆BEST 杉山清貴&オメガトライブ                                                              | -位      |
| 10 | 2012年7月17日  | The Other Side of The Omega Tribe                                                              | 238位    |
| 11 | 2018年4月25日  | 杉山清貴&オメガトライブ 35TH ANNIVERSARY オール・シングルス+カマサミ・コング DJスペシャル&モア | 50位     |

#### ライブ・アルバム
| # | 発売日         | タイトル                                     | 最高順位 |
| - | -------------- | -------------------------------------------- | -------- |
| 1 | 1986年3月30日  | Live Emotion                                 | -位      |
| 2 | 2019年01月23日 | The open air live “High & High 2018”Complete | 66位     |

#### リミックス・アルバム
| # | 発売日        | タイトル                    | 最高順位 | 備考 |
| - | ------------- | --------------------------- | -------- | --- |
| 1 | 2019年1月30日 | OMEGA TRIBE GROOVE          | 46位     | DISC-1のRe-Grooved TracksはKAZや川口大輔、安部潤らによるリアレンジ・バージョンを収録。部分的に杉山清貴やメンバーによるボーカルと演奏を新たにレコーディングしている。ボーナストラックはきゅうてぃぱんちょすの「のり遅れた747」。 DISC-2のRe-Mixed Tracksは林哲司・志熊研三監修の元に当時のマルチテープからリミックスされた音源を収録（エンジニア：内沼映二・三浦瑞生）。ボーナストラックは「君のハートはマリンブルー［1st Take Track］」。 |
| 2 | 2021年9月29日 | AQUA CITY REMIX             | 43位     | 第1弾。デビューアルバム「AQUA CITY」の2021年リミックス・バージョン。ボーナストラックとして林のセルフアレンジによる「SUMMER SUSPICION Re-Arranged ver.」を収録。 |
| 3 | 2022年3月23日 | RIVER'S ISLAND REMIX        | 41位     | 40周年プロジェクト第2弾。「RIVER'S ISLAND」の2022年リミックス・バージョン。ボーナストラックとして「SAIGO NO NIGHT FLIGHT 86」を収録。 |
| 4 | 2022年9月28日 | NEVER ENDING SUMMER REMIX   | 30位     | 40周年プロジェクト第3弾。「NEVER ENDING SUMMER」の2022年リミックス・バージョン。ボーナストラックとして「Never Ending Summer I Ballade Version」を収録。 |
| 5 | 2023年3月29日 | ANOTHER SUMMER REMIX        | 30位     | 40周年プロジェクト第4弾。「ANOTEHR SUMMER」の2023年リミックス・バージョン。ボーナストラックとして「SCRAMBLE CROSS Urban」を収録。 |
| 6 | 2023年9月27日 | FIRST FINALE REMIX          | 33位     | 40周年プロジェクト第5弾。「FIRST FINALE」の2023年リミックス・バージョン。ボーナストラックとして「FIRST FINALE -Reprise」を収録。 |
| 7 | 2024年9月11日 | SINGLE'S HISTORY REMIX PLUS | -位      | 40周年プロジェクト完結版となるCDボックスセット『REMIX COMPLETE BOX』に収録。「SINGLE'S HISTORY」に未収録であったシングル収録曲4曲を加えて収録。 |

#### ボックス・セット
| # | 発売日        | タイトル                                            | 最高順位 | 備考 |
| - | ------------- | --------------------------------------------------- | -------- | ---- |
| 1 | 2002年3月6日  | EVER LASTING SUMMER COMPLETE S.KIYOTAKA&OMEGA TRIBE | -位      |      |
| 2 | 2020年4月15日 | 7inch Singles Box                                   | -位      |      |
| 3 | 2024年9月11日 | REMIX COMPLETE BOX                                  | 34位     |      |

#### 合同オメガトライブ・アルバム
| # | 発売日        | タイトル                                 | 最高順位 | 備考 |
| - | ------------- | ---------------------------------------- | -------- | --- |
| 1 | 1991年2月21日 | Good-bye OmegaTribe 1983-1991            | 29位     | 杉山清貴&オメガトライブ、1986オメガトライブ、カルロス・トシキ&オメガトライブの3バンドによるベスト・アルバム |
| 2 | 2009年        | 杉山清貴/オメガトライブ スーパー・ベスト | -位      | 杉山清貴&オメガトライブと杉山清貴のベスト・アルバム                                                         |

### 映像作品
| # | 発売日         | タイトル                                                          | 備考 |
| - | -------------- | ----------------------------------------------------------------- | --- |
| 1 | 1984年7月21日  | SINGLE VACATION                                                   | VHS/LD。2018年発売の『杉山清貴&オメガトライブ 35TH ANNIVERSARY オール・シングルス+カマサミ・コング DJスペシャル&モア』にてDVD化された。                                       |
| 2 | 1986年1月21日  | FIRST FINALE CONCERT                                              | VHS/DVD（2004年2月11日再発） |
| 3 | 2004年7月22日  | FIRST FINALE2                                                     | DVD 再結成ライブコンサートを収録。権利関係の調整がつかず、「オメガトライブ」名義が使えなかった。代わりに杉山清貴名義で発売され、ジャケットにはメンバー6人の連名で表記された。 |
| 4 | 2018年8月21日  | The open air live “High&High 2018"                                | DVD,Blu-ray |
| 5 | 2019年7月3日   | Last Live Tour 2019                                               | DVD,Blu-ray |
| 6 | 2019年12月11日 | The open air live “High&High 2019"                                | DVD,Blu-ray |
| 7 | 2021年8月15日  | The open air live “High & High” 2020-2021"                        | Blu-ray |
| 8 | 2025年5月28日  | 杉山清貴＆オメガトライブ〜FIRST FINALE TOUR 2024〜"LIVE EMOTION"" | DVD,Blu-ray |

### コンサート
| 日程                          | ツアータイトル | 会場・備考 |
| ----------------------------- | --- | --- |
| 1983年6月2日                  | 無料ライブ | 1会場1公演 6月2日 東横ホール |
| 1983年9月21日                 | イベント | 1会場1公演 9月21日 東京サンシャイン |
| 1983年11月2日                 | ファースト・ライヴ                                                                                                 | 1会場1公演 11月2日 日本青年館 |
| 1984年3月21日 - 6月1日        | DOMESTIC TOUR '84                                                                                                  | 26会場27公演 3月21日 宇都宮市文化会館 3月24日 桐生産業文化会館 3月27日 藤沢市民会館 4月6日 浜松市民会館 4月15日 大阪厚生年金会館 4月16日 神戸国際会館 4月17日 広島郵便貯金ホール 4月23日 京都会館第一ホール 4月24日 名古屋市民会館 4月25日 静岡市民文化会館 4月30日 秋田市文化会館 5月2日 仙台電力ホール 5月3日 平市民会館 5月8日 新宿厚生年金会館 5月11日 鹿児島市民文化ホール 5月13日 福岡郵便貯金ホール 5月14日 熊本市民会館 5月17日 旭川市民文化会館 5月18日 北海道厚生年金会館 5月20日 新宿厚生年金会館 5月22日 越谷市民ホール 5月23日 厚木市文化会館 5月26日 前橋市民文化会館 5月28日 富山市公会堂 5月29日 福井文化会館 5月30日 金沢市観光会館 6月1日 新潟市民会館 |
| 1984年11月23日 - 1985年3月6日 | SUMMER SUNSET CONCERT TOUR '84～'85                                                                                | 50会場51公演 11月23日 茨城県立県民文化センター 11月24日 静岡市民文化会館 11月27日 釧路市民文化会館 11月28日 札幌市民会館 11月29日 函館市民会館 12月5日 越谷市民ホール 12月6日 小田原市民会館 12月7日 群馬音楽センター 12月8日 垂井町文化会館 12月11日 岡山市民会館 12月13日 米子市民公会堂 12月15日 千葉県文化会館 12月16日 新潟県民会館 12月18日 柏崎市民会館 12月19日 両津市民会館 12月21日 藤沢市民会館 12月22日 桐生産業文化会館 12月23日 神奈川県民ホール 12月25日 大阪厚生年金大ホール 1月9日 佐賀市民会館 1月10日 長崎市公会堂 1月11日 福岡市民会館 1月13日 鹿児島市民文化ホール 1月14日 熊本市民会館 1月15日 九州厚生年金会館 1月20日 郡山市民文化センター 1月21日 山形県県民会館 1月22日 鶴岡市民会館 1月24日 八戸市民会館 1月25日 青森市民会館 1月26日 弘前市民会館 1月28日 秋田県民会館 1月30日 名古屋市民会館 1月31日 沼津市民会館 2月1日 浜松市民会館 2月3日 京都会館第一ホール 2月5日 神戸国際会館 2月6日 広島郵便貯金ホール 2月8日 高知県民文化ホール 2月9日 松山市民会館 2月10日 新宿厚生年金会館 2月11日 新宿厚生年金会館 2月13日 前橋市民会館 2月14日 厚木市民文化会館 2月16日 宇都宮市文化会館 2月18日 宮城県民会館 2月19日 岩手県民会館 3月1日 福井市民会館 3月2日 富山市民公会堂 3月5日 長岡市立劇場 3月6日 長野市民会館 |
| 1985年10月4日 - 12月24日      | FIRST FINALEツアー                                                                                                 | 45会場52公演 10月4日 藤沢市民会館 10月5日 宇都宮市文化会館 10月7日 佐賀市民会館 10月8日 長崎市公会堂 10月9日 九州厚生年金会館 10月11日 宮崎市民会館 10月12日 鹿児島市民文化ホール 10月14日 福岡サンパレス 10月15日 大分文化会館 10月16日 熊本市民会館 10月18日 沼津市文化会館 10月19日 茨城県立県民文化センター 10月21日 千葉県文化会館 10月22日 越谷市民ホール 10月23日 八王子市民会館 10月25日 群馬音楽センター 10月26日 桐生産業文化センター 10月29日 練馬文化会館 10月30日 山梨県民文化ホール 11月1日 新宿厚生年金会館 11月2日 新宿厚生年金会館 11月5日 新潟県民会館 11月6日 新潟県民会館 11月8日 厚木市民文化会館 11月11日 北海道厚生年金会館 11月12日 北海道厚生年金会館 11月15日 浜松市民会館 11月18日 新宿厚生年金会館 11月20日 長野県民会館 11月21日 群馬県民会館 11月25日 新宿厚生年金会館 11月26日 静岡市民文化会館 11月27日 名古屋市民会館 11月28日 名古屋市民会館 11月30日 広島郵便貯金会館 12月1日 島根県民会館 12月3日 富山市公会堂 12月4日 福井市文化会館 12月5日 金沢市観光会館 12月7日 松本社会文化会館 12月9日 宮城県民会館 12月10日 郡山市民文化センター 12月11日 岩手県民会館 12月13日 青森市文化センター 12月14日 秋田県民会館 12月15日 松山市民会館 12月17日 高松市民会館 12月18日 高知県民文化ホール 12月20日 神戸国際会館 12月21日 大阪厚生年金会館 12月22日 大阪厚生年金会館 12月24日 横浜文化体育館 |
| 2004年2月11日 - 2月15日       | FIRST FINALE 2 | 3会場3公演 2月11日 NHKホール 2月14日 愛知厚生年金会館 2月15日 大阪厚生年金会館 デビュー20周年を記念して同窓会的に行われた。 |
| 2018年5月3日                  | The open air live "High & High 2018" Pre Live                                                                      | 1会場1公演 5月3日 飯能市市民会館 |
| 2018年5月5日                  | The open air live "High & High 2018"                                                                               | 1会場1公演 5月5日 日比谷野外音楽堂 |
| 2019年2月2日 - 4月21日        | 2019 Last Live Tour                                                                                                | 12会場13公演 2月2日 三島市民文化会館 2月8日 中野サンプラザ 2月9日 中野サンプラザ 2月23日 サンポートホール高松 2月24日 オリックス劇場 3月9日 桐生市市民文化会館 3月10日 新潟県民会館 3月16日 日本特殊陶業市民会館 3月30日 上野学園ホール 3月31日 福岡サンパレス 4月13日 越谷サンシティーホール 4月14日 仙台サンプラザ 4月21日 神奈川県民ホール 35周年で行われた、「杉山清貴&オメガトライブとしての最後のコンサートツアー」として行われたツアー。神奈川公演は、WOWOWにて生中継にて放送された。 |
| 2019年5月5日                  | SUGIYAMA, KIYOTAKA The open air live "High & High 2019"                                                            | 1会場1公演 5月5日 日比谷野外音楽堂 後日、WOWOWにて放送された。 |
| 2019年11月8日                 | 林哲司 作曲家45周年記念 SONG FILE SPECIAL                                                                          | 1会場2公演 11月8日 よみうり大手町ホール 杉山、高島、吉田の3人で「杉山清貴 / オメガトライブ・メンバー」として出演 |
| 2020年4月28日 - 5月5日        | SUGIYAMA, KIYOTAKA The open air live "High & High 2020"                                                            | -会場-公演 4月28日 立川ステージガーデン 4月29日 立川ステージガーデン 5月2日 大阪城野外音楽堂 5月5日 神奈川県民ホール 新型コロナウイルスの影響により、全公演2021年に延期。 |
| 2021年5月3日 - 5月10日        | SUGIYAMA, KIYOTAKA The open air live "High & High 2021"                                                            | 2会場2公演 5月3日 大阪城野外音楽堂 5月5日 神奈川県民ホール 5月9日 立川ステージガーデン(無観客配信ライブ) 5月10日 立川ステージガーデン 新型コロナウイルスの影響により、大阪と立川2日目は中止。神奈川は有観客、立川初日はWOWOWによる生配信ライヴを実施。高島は体調不良により欠席。 |
| 2023年11月5日                 | ～林哲司 作曲活動50周年記念 オフィシャル・プロジェクト～ ザ・シティ・ポップ・クロニクル 林哲司の世界 in コンサート | 1会場1公演 11月5日 東京国際フォーラム ホールA 廣石がオメガトライブのメンバーとして出演した最後のライブとなった。 |
| 2024年3月9日 - 6月8日         | ～FIRST FINALE TOUR 2024～ “LIVE EMOTION”                                                                          | 27会場31公演 (ゲネプロを含む) 3月8日 府中の森芸術劇場(公開ゲネプロ) 3月9日 府中の森芸術劇場 3月16日 山梨YCC県民文化ホール 3月17日 まつもと市民芸術館 3月20日 宇都宮市文化会館 3月22日 フェスティバルホール 3月23日 フェスティバルホール 3月30日 日本特殊陶業市民会館 3月31日 大宮ソニックシティ 4月6日 アクトシティ浜松 4月7日 神奈川県民ホール 4月13日 神戸国際会館こくさいホール 4月14日 松山市民会館 4月20日 本多の森北電ホール 4月21日 新潟テルサ 4月28日 上野学園ホール 4月29日 福岡サンパレス 5月3日 仙台サンプラザ 5月4日 シェルターなんようホール 5月6日 北上市文化交流センター さくらホール 5月11日 ロームシアター京都 5月12日 沼津市民文化センター 5月15日 Zepp Sapporo 5月16日 函館市民会館 5月19日 市原市市民会館 5月20日 NHKホール(再追加公演) 5月22日 LINE CUBE SHIBUYA 5月23日 LINE CUBE SHIBUYA 5月26日 昭和女子大学人見記念講堂 5月31日 NHKホール(追加公演) エフエム沖縄presents 杉山清貴＆オメガトライブ. 〜FIRST FINALE TOUR 2024〜”LIVE EMOTION” 終焉『琉球の宴』南風に乗って〜踊って歌って〜笑顔〜 6月8日 那覇文化芸術劇場なはーと デビュー40周年ツアー。1985年に行われたFIRST FINALEツアーに吉田がいなかった為、「6人でFIRST FINALEツアーをやりたい」と思い、企画された。サポートメンバーは、大阪哲也(key)、Juny-a(per, sax)。廣石は体調不良の為、全公演出演を見合わせ。代役として小川幸夫が担当。ツアータイトルに「LIVE EMOTION」とある様に、ライブアルバム『LIVE EMOTION』の曲順を基本としたセットリストとなった。5月31日の東京公演が、歌謡ポップスチャンネルにて放送された。 |
| 2024年9月15日 - 16日          | SOUND ALIVE presents 杉山清貴&オメガトライブ The end of 40th anniversary 〜えっ、またやるの！？オメガトライブ〜    | 1会場2公演 9月15日 パシフィコ横浜・国立大ホール 9月16日 パシフィコ横浜・国立大ホール サポートメンバーは、大阪哲也(key)、Juny-a(per, sax)、小川幸夫(dr)、吉澤達彦(tp)、半田信英(tb)、木戸泰弘(Cho)、比山貴咏史(Cho)。但し、木戸、比山は16日のみ出演。廣石は引き続き、出演見合わせ。サプライズゲストとして、16日に林哲司がアンコールで出演した。16日の公演は、WOWOWにて生中継、生放送された。 |
| 2025年7月19日                 | 杉山清貴&オメガトライブ お～い、ヒロイシ！！                                                                       | 1会場1公演 7月19日 日比谷野外音楽堂 廣石惠一追悼ライブ。サポートメンバーは、大阪哲也(key)、Juny-a(per, sax)、小川幸夫(dr)。ゲストドラマーとして椎野恭一、もんち（森もんち隆晴）、吉浦芳一、サプライズゲストとして林哲司がアンコールで出演した。公演は、WOWOWにて生中継、生放送された。 |
| 2025年9月12日 - 11月28日      | 続・お〜い、ヒロイシ！！〜野音ツアー全国行脚編〜                                                                   | 10会場21公演 9月12日 KT Zepp Yokohama 9月13日 KT Zepp Yokohama 9月19日 Zepp Fukuoka 9月20日 Zepp Fukuoka 9月26日 Zepp Nagoya 9月27日 Zepp Nagoya 10月3日 Zepp Namba 10月4日 Zepp Namba 10月10日 Zepp Sappro 10月11日 Zepp Sappro 10月18日 仙台PIT 10月19日 仙台PIT 10月24日 BLUELIVE HIROSHIMA 10月25日 BLUELIVE HIROSHIMA 10月30日 NIIGATA LOTS 10月31日 NIIGATA LOTS 11月4日 Zepp Diver City 11月9日 LINE CUBE SHIBUYA 11月13日 Zepp Namba 11月27日 KT Zepp Yokohama 11月28日 KT Zepp Yokohama 7月の日比谷公演のチケットが取れなかったとの反響を受けて実現した、追悼ライブの全国ツアー。サポートメンバーは、大阪哲也(key)、小川幸夫(dr)。 |

## 1986オメガトライブ/カルロス・トシキ&オメガトライブ

### メンバー
|                                 | プロフィール                                                      | 担当       | 備考          |
| ------------------------------- | ----------------------------------------------------------------- | ---------- | ------------- |
| カルロス・トシキ                | 1964年4月7日（61歳） ブラジル・パラナ州 マリンガ出身              | ボーカル   |               |
| 高島信二 （たかしま しんじ）    | 1960年10月23日（64歳） 神奈川県横浜市出身                         | ギター     |               |
| 西原俊次 （にしはら としつぐ）  | 1960年4月26日（65歳） 東京都品川区出身                            | キーボード |               |
| ジョイ・マッコイ （Joey McCoy） | 1962年1月18日（63歳） アメリカ合衆国・オハイオ州 シンシナティ出身 | コーラス   | 1988年7月加入 |

### 過去に在籍したメンバー
|                              | プロフィール                           | 担当   | 備考            |
| ---------------------------- | -------------------------------------- | ------ | --------------- |
| 黒川照家 （くろかわ みつや） | 1951年9月18日 - 2020年6月6日（68歳没） | ギター | 1988年3月脱退。 |

### 略歴
1986年、前オメガトライブに在籍していた高島信二（ギター）、西原俊次（キーボード）に加え、新たに日系ブラジル人のカルロス・トシキと、菊池桃子のバックバンドや岩崎宏美のバックバンド（パイナップル・カンパニー）でギターを担当していた黒川照家を迎え、プロデューサー藤田浩一の第2弾プロジェクト『1986オメガトライブ』（ナインティーンエイティシックス - ）としてデビュー。
1987年に『24時間テレビ 「愛は地球を救う」』のコンサート（国営昭和記念公園特設ステージ）で、杉山清貴とのジョイントが実現（杉山のソロアルバム「realtime to paradise」収録「THE DREAM」を歌唱。アコースティック楽曲のため、バンドメンバーは演奏せず）。
1988年3月、黒川がバンドを脱退。グループ名を『カルロス・トシキ&オメガトライブ』に変更する。
- 改名の理由として、「黒川が脱退した以上、1986オメガトライブではなくなった」こと、「（1986という）ネーミングが古くなってきた」ことが挙げられている。
- なお、改名に当たりスタッフとしては「もっとカルロスを全面に押し出したい」という意向があったが、本人たちは「あくまでも3人のバンド」と考えていたため、スタッフの思惑通りにはいかなかったようである。

1988年7月、レコーディングにコーラスとして参加していたジョイ・マッコイが正式に加入する。
1990年、ワーナー・パイオニアへ移籍。松任谷由実が作詞・作曲した「時はかげろう」を発表後、ファイナルツアーを行ない、1991年3月16日日清パワーステーションでのライブを最後に解散。1990年12月14日放送の『ミュージックステーション』（テレビ朝日系）にて解散発表を行った。
2005年3月9日、ファンサイト『カルロストシキUNOFFICIAL WEBSITE』(管理人HIROAKI、シンイチ、ゆうちゃん)の呼びかけを中心とした署名活動により、発売された楽曲が全曲収録されたCD＋PVや『歌のトップテン』に出演した時の映像を納めたDVDを収めた『COMPLETE BOX "Our Graduation"』を発売する。
代表曲は「君は1000%」（1986オメガトライブ）「アクアマリンのままでいて」（カルロス・トシキ&オメガトライブ）など多数。

### 主な制作陣
- プロデューサー：藤田浩一
- 作詞家：売野雅勇、有川正沙子
- 作曲家：和泉常寛（元「はしだのりひことエンドレス」）
- サウンドプロデュース&アレンジ 新川博

### 作品

#### シングル

##### 1986オメガトライブ
| # | 発売日         | タイトル            | カップリング          | 最高順位 | 備考                                       |
| - | -------------- | ------------------- | --------------------- | -------- | ------------------------------------------ |
| 1 | 1986年5月1日   | 君は1000%           | Your Graduation       | 6位      | NTV系ドラマ『新・熱中時代宣言』主題歌      |
| 2 | 1986年8月7日   | Super Chance        | Navigator             | 2位      | “スーパーフジカラー”CMソング               |
| 3 | 1986年10月15日 | Cosmic Love         | I'll Never Forget You | 3位      | サンヨーWO8イメージソング                  |
| 4 | 1987年7月15日  | Miss Lonely Eyes    | interstate            | 2位      |                                            |
| 5 | 1987年11月18日 | Stay girl Stay pure | Sand on the seat      | 5位      | NTV系ドラマ『恋はハイホー!』オープニング曲 |

##### カルロス・トシキ&オメガトライブ
| # | 発売日         | タイトル                              | カップリング                            | 最高順位 | 備考 |
| - | -------------- | ------------------------------------- | --------------------------------------- | -------- | --- |
| 1 | 1988年3月9日   | DOWN TOWN MYSTERY (“DAYLIGHT”VERSION) | DOWN TOWN MYSTERY (“NIGHT TIME”VERSION) | 8位      | 1986オメガトライブからカルロストシキ&オメガトライブに改名後のシングル。                                                                  |
| 2 | 1988年8月10日  | アクアマリンのままでいて              | 海流のなかの島々                        | 3位      | フジテレビ系ドラマ『抱きしめたい!』主題歌                                                                                                |
| 3 | 1988年11月10日 | REIKO                                 | Wind Gauge 〜風速計〜                   | 15位     | ジョイ・マッコイがリードボーカル、ジャケットにメンバーの写真が使われている。 EP盤・CDシングル・シングルカセットの3パターンで発売された。 |
| - | 1988年11月10日 | REIKO 〜English Version〜             | REIKO 〜Original Version〜              | 78位     | 12インチシングル盤・12cmマキシシングルの2パターンで発売された。                                                                          |
| 4 | 1989年7月21日  | どうして好きといってくれないの        | ブラインド・プロフィール                | 24位     | TBS系『世界・ふしぎ発見!』テーマソング                                                                                                   |
| 5 | 1989年9月5日   | 花の降る午後                          | Bad Girl                                | 26位     | 角川春樹事務所作品『花の降る午後』主題歌                                                                                                 |
| 6 | 1990年6月25日  | 時はかげろう                          | ツーアウト・フルベース                  | 38位     | バップからワーナー・パイオニアへ移籍後初、また唯一のシングル。                                                                           |

### アルバム

#### 1986オメガトライブ

##### オリジナル・アルバム
| # | 発売日        | タイトル      | 最高順位 |
| - | ------------- | ------------- | -------- |
| 1 | 1986年7月23日 | Navigator     | 2位      |
| 2 | 1987年2月4日  | Crystal Night | 1位      |

##### コンピレーション・アルバム
| # | 発売日        | タイトル   | 最高順位 |
| - | ------------- | ---------- | -------- |
| 1 | 1987年6月21日 | DJ SPECIAL | 3位      |

#### カルロス・トシキ&オメガトライブ

##### オリジナル・アルバム
| # | 発売日        | タイトル          | 最高順位 | 備考 |
| - | ------------- | ----------------- | -------- | --- |
| 1 | 1988年4月6日  | DOWN TOWN MYSTERY | 3位      | カセット・DAYLIGHT VERSION、レコード・CD・NIGHT TIME VERSIONの2種類あり、曲のミックスダウンが異なっている。 |
| 2 | 1989年2月8日  | be yourself       | 9位      | |
| 3 | 1989年9月21日 | BAD GIRL          | 11位     | オリジナルアルバムでは唯一、ジャケットにメンバーの写真が使われている。                                      |
| 4 | 1990年7月25日 | natsuko           | 13位     | バップからワーナー・パイオニアへ移籍後初、また唯一のアルバム。                                              |

##### ベスト・アルバム
| # | 発売日         | タイトル                                                                        | 最高順位 | 備考 |
| - | -------------- | ------------------------------------------------------------------------------- | -------- | --- |
| - | プロモーション | Carlos Toshiki and Omega Tribe with 1986 Omega Tribe                            | -位      | 非売品ベスト・アルバム                                                                                           |
| 1 | 1989年12月21日 | BEST REMIX                                                                      | 30位     | 藤田浩一と新川博の共同プロデュース。吉田保がリミックスを手がけており、吉田が収録曲をミックスするのは全曲初めて。 |
| 2 | 1992年3月21日  | The Greatest Hit あの頃の私へ....                                               | -位      | 1986オメガトライブの楽曲もあるが、Carios・T and Omega Tribe名義のベストアルバム。                                |
| 3 | 2005年7月27日  | 究極のベスト!1986オメガトライブ/カルロス・トシキ&オメガトライブ                 | -位      | |
| 4 | 2008年9月22日  | 1986オメガトライブ/カルロス・トシキ&オメガトライブ スーパーベスト・コレクション | -位      | 通信販売限定。                                                                                                   |
| 5 | 2009年6月24日  | プレミアム・ベスト 1986オメガトライブ/カルロス・トシキ&オメガトライブ           | -位      | |
| 6 | 2020年05月27日 | CITY POP BEST SELECTION                                                         | -位      | |
| 7 | 2021年2月24日  | To Your Summertime Smile                                                        | -位      | 35周年記念アルバム。内沼映二と三浦瑞生による2021年リミックス音源を収録。                                         |
| 8 | 2022年6月15日  | The Reverb 2022 OMEGA TRIBE                                                     | -位      | レーベルの垣根を越えた、新川博プロデュースのリミックス・ベスト。                                                 |

##### ライブ・アルバム
| # | 発売日        | タイトル          | 最高順位 |
| - | ------------- | ----------------- | -------- |
| 1 | 1991年4月10日 | The Graduate Live | 54位     |

#### 合同オメガトライブ

##### ベスト・アルバム
| # | 発売日        | タイトル                              | 最高順位 | 備考 |
| - | ------------- | ------------------------------------- | -------- | --- |
| 1 | 1991年2月21日 | Good-bye OmegaTribe 1983-1991         | 29位     | 杉山清貴&オメガトライブ、1986オメガトライブ、カルロス・トシキ&オメガトライブの3バンドによるベストアルバム |
| 2 | 2012年2月20日 | 杉山清貴 オメガトライブ ベスト&ベスト | -        | 杉山清貴、1986オメガトライブ、カルロス・トシキ&オメガトライブ、カルロス・トシキによるベストアルバム       |

##### ボックス・セット
| # | 発売日       | タイトル                                                                  | 最高順位 | 備考 |
| - | ------------ | ------------------------------------------------------------------------- | -------- | --- |
| 1 | 2005年3月9日 | 1986 OMEGA TRIBE CARLOS TOSHIKI&OMEGA TRIBE COMPLETE BOX "Our Graduation" | -位      | 1986オメガトライブとカルロス・トシキ&オメガトライブの全シングル曲、全アルバム曲。1986オメガトライブ・歌のトップテン映像DVD、カルロス・トシキ&オメガトライブ・ファイナルコンサート映像DVDを収録したBOX。 |

### コンサート[82]
| ツアー名                                                                                 | 開始日と最終日                 | 備考 |
| ---------------------------------------------------------------------------------------- | ------------------------------ | --- |
| アイバンクチャリティーコンサート（名古屋テレビ）                                         | 1986年7月10日                  | 初のファーストライブ。 |
| 学園祭ツアー                                                                             | 1986年10月3日 - 同年12月1日    | 秋田大学、金沢経済大学、東北工業大学、東京・文京女子大学、岩手・富士大学、弘前学院大学、甲南女子大学、福岡・東和大学、高崎経済大学、明治学院大学、日本福祉大学、皇学館大学、北九州大学、名古屋学院大学、立教女学院、静岡女子大学、四国女子大学、愛媛大学、香川短期大学、山形大学、共立薬科大学、東邦大学、東京農工大学、福井仁愛女子短大、東京理科大学、麻布大学、立正大学、広島文化女子短大、帝京短大 |
| DOMESTIC TOUR FIRST                                                                      | 1987年1月13日 - 同年4月18日    | 初のコンサートツアー。 |
| SUMMER EVENT TOUR                                                                        | 1987年7月11日 - 同年8月26日    | |
| SECOND TOUR                                                                              | 1987年9月12日 - 1989年1月30日  | 途中で1987年の学園祭ツアーと並行公演。更にカルロスが11月24日に体調不良による振替公演もあった。 |
| 学園祭ツアー                                                                             | 1987年10月10日 - 同年11月30日  | 埼玉医科大、岡崎女子短期大学、名古屋・夢コロン、足利短期大学、和洋女子短期大学、目白学園、岐阜工業高等専門学校 |
| EVENT TOUR                                                                               | 1988年6月4日 - 同年8月27日     | 山下公園・横浜どんたく、東北歯科大学、SUMMER FES. IN MANZA、岐阜未来博、ビーチサイドフェスティバル、瀬戸大橋博、ROKE WAVE '88富士急ハイランド特設ステージ、小海町特設ステージ、LIVE IN KAISEIZAN、FCイベント MZA有明、SUNSET DREAM IN KISHIWADA COAST |
| 文化放送特別企画「オメガトライブ青春1000%」番組100回記念『OMEGA TREBE IN HAWAII ツアー』 | 1988年7月10日                  | 参加者200名 |
| 学園祭ツアー                                                                             | 1988年10月2日 - 同年11月12日   | 八戸工業大学、立教大学・越谷校舎、計7カ所。 |
| BE YOURSELF                                                                              | 1988年11月27日 - 1989年3月29日 | 3rdツアー |
| マンダム・ライブスペシャル in 日本武道館                                                 | 1988年12月20日                 | |
| EVENT TOUR                                                                               | 1989年6月24日 - 同年7月24日    | 群馬大学、JPSミュージックスペシャル（横浜アリーナ）、日清パワーステーション、福島女子短期大学、愛知厚生年金会館、まつだ町文化センター、横浜博覧会 |
| 学園祭ツアー                                                                             | 1988年10月6日 - 同年11月12日   | 帝京大学、昭和薬科大学、東京女子医科大学、いわき明星大学、西南女学院短期大学、武庫川女子大学、大阪学院大学、鹿児島女子短期大学、徳島大学、大阪大学・医学部、平安女学院短期大学、愛知学泉大学 |
| HEART Of FIRE                                                                            | 1989年11月27日 - 1990年4月27日 | 4thツアー |
| 新宿・日清パワーステーション                                                             | 1990年10月12日                 | |
| 学園祭ツアー・EVENT                                                                      | 1990年9月30日 - 同年10月28日   | 下関公民会館、埼玉・森林公園、新宿・日清パワーステーション、新宿音楽祭 in 日本武道館、聖心女子大学 |
| NACK5 LIVE SPECEAL（日清パワーステーション）                                             | 1990年11月2日                  | |
| ちば博覧会'90 in幕張メッセ                                                               | 1990年11月24日                 | |
| X'mas LIVE                                                                               | 1990年12月23日、1990年12月25日 | 日清パワーステーション、川崎市教育文化会館 |
| 解散コンサート・ツアー                                                                   | 1991年2月21日 - 3月16日        | |

### その他

#### 1986オメガトライブ
- 24時間テレビ 「愛は地球を救う」（日本テレビ）
  - 9（1986年8月16日）テレビ新潟からの出演
  - 10（1987年8月22日）SAVE THE CHILDRENコンサート
- OMEGA TRIBEの青春1000%（1986年10月12日 文化放送）
- カルロス・トシキ＆オメガトライブの今日もBe With You!!（文化放送）

### 書籍

#### 1986オメガトライブ
- アーティスト・ブック『PRESENCE』（1987年4月4日、ソニーマガジンズ[82]）

## ブランニュー・オメガトライブ (BRAND NEW OMEGA TRIBE/BNOT)

### メンバー
|                              | プロフィール          | 担当     | 備考 |
| ---------------------------- | --------------------- | -------- | ---- |
| 新井正人 （あらい まさひと） | 1958年3月25日（67歳） | ボーカル |      |

1993年、かつてパルで活動、ソロとして『機動戦士ガンダムΖΖ』の主題歌「アニメじゃない -夢を忘れた古い地球人よ-」を担当した新井正人をボーカルに迎え、プロデューサー藤田の第3弾プロジェクトとしてスタート。第3弾「オメガトライブ」はバンドの形はとらず、新井のソロプロジェクトであり、藤田浩一プロデューサーの指揮の下、第1弾、第2弾制作陣が脇を固める構成となっている。

### 主な制作陣
- プロデューサー：藤田浩一
- 作曲家：林哲司・和泉常寛
- 作詞家：売野雅勇
- サウンドプロデュース&アレンジ：新川博

### シングル
| # | 発売日        | タイトル           | カップリング           | 最高順位 | 備考                                                 |
| - | ------------- | ------------------ | ---------------------- | -------- | ---------------------------------------------------- |
| 1 | 1993年8月2日  | 愛さなくていいから | 好きだから言えなかった | -位      | フジテレビ系「北野ファンクラブ」エンディング・テーマ |
| 2 | 1994年1月25日 | Marry Me           | Paradise In The Snow   | -位      |                                                      |

### アルバム
| # | 発売日        | タイトル      | 最高順位 | 備考                   |
| - | ------------- | ------------- | -------- | ---------------------- |
| 1 | 1994年2月10日 | Beach Hippies | -位      | BNOT名義で発売された。 |

## 番外オメガトライブ「D.O.M.E.」

### メンバー
|                                | プロフィール                              | 担当         | 備考                                   |
| ------------------------------ | ----------------------------------------- | ------------ | -------------------------------------- |
| 三上哲 （みかみ さとし）       | 1968年6月8日（57歳） 東京都出身           | ボーカル     | 現在は、俳優・声優として活動している。 |
| 高島信二 （たかしま しんじ）   | 1960年10月23日（64歳） 神奈川県横浜市出身 | ギター       |                                        |
| 西原俊次 （にしはら としつぐ） | 1960年4月26日（65歳） 東京都品川区出身    | キーボード   |                                        |
| 坂内聖一 （ばんない せいいち） |                                           | ベース       |                                        |
| 池田通久 （いけだ みちひさ）   |                                           | ドラムセット |                                        |

### 略歴
1992年、三上哲をボーカルに迎え、オメガトライブ生え抜きメンバーの高島信二、西原俊次の3名により結成する。「ドーム」と読む。英語表記では「Deconstructed OMEGA by Mints Entertainment」の略称とされていた。シングル「女神達に逢える日」とアルバム『DOME』を、NECアベニューからリリースした。その間、高島はビーイングでプロデューサー・ディレクターとしての活動を始めていた。

### シングル
| # | 発売日       | タイトル           | カップリング | 最高順位 | 備考                                                               |
| - | ------------ | ------------------ | ------------ | -------- | ------------------------------------------------------------------ |
| 1 | 1992年5月1日 | 女神たちに逢える日 | 誰よりも僕が | -位      | フジテレビ系ワイドショー『TIME3 タイム・スリー』エンディングテーマ |

### アルバム
| # | 発売日        | タイトル | 最高順位 |
| - | ------------- | -------- | -------- |
| 1 | 1992年5月21日 | DOME     | -位      |

## 番外オメガトライブ「WEATHER SIDE」

### メンバー
|                                | プロフィール                              | 担当       | 備考                                         |
| ------------------------------ | ----------------------------------------- | ---------- | -------------------------------------------- |
| 高取秀明 （たかとり ひであき） | 1967年3月4日（58歳） 東京都出身           | ボーカル   | 現在は、アニメソング歌手として活動している。 |
| 高島信二 （たかしま しんじ）   | 1960年10月23日（64歳） 神奈川県横浜市出身 | ギター     |                                              |
| 西原俊次 （にしはら としつぐ） | 1960年4月26日（65歳） 東京都品川区出身    | キーボード |                                              |

### 略歴
1994年、高島・西原は高取秀明をボーカルに迎え、「WEATHER SIDE」を結成する。1996年に解散するまでアルバム・シングル各3枚をリリースした。作詞は高取が、作曲は高島・西原が、編曲は亀田誠治が中心となっていた。

### シングル
| # | 発売日        | タイトル             | カップリング             | 最高順位 |
| - | ------------- | -------------------- | ------------------------ | -------- |
| 1 | 1994年4月21日 | 風を抱いて           | Still I Love You         | -位      |
| 2 | 1994年9月21日 | いいのさ、君のままで | 世界よ 二人のために回れ  | -位      |
| 3 | 1995年5月19日 | 夏だから             | それでもあなたは嘘をつく | -位      |

### アルバム
| # | 発売日         | タイトル        | 最高順位 |
| - | -------------- | --------------- | -------- |
| 1 | 1994年5月20日  | Driving A Go Go | -位      |
| 2 | 1994年10月21日 | HAPPY GO LUCKY  | -位      |
| 3 | 1995年6月21日  | 30℃             | -位      |

## 番外オメガトライブ「Wオメガ」

### メンバー
|                              | プロフィール                           | 担当     | 備考 |
| ---------------------------- | -------------------------------------- | -------- | ---- |
| 新井正人 （あらい まさひと） | 1958年3月25日（67歳）                  | ボーカル |      |
| 黒川照家 （くろかわ みつや） | 1951年9月18日 - 2020年6月6日（68歳没） | ギター   |      |

### 略歴
ブランニュー・オメガトライブのボーカル新井正人と1986オメガトライブのギター黒川照家にて結成したユニット。2009年に自主制作アルバム『Again』を発売した。

### オメガトライブ関連
- バップ
- 夜のヒットスタジオ出演歌手一覧
- J-LOVE Super Collection
- J-POP CAFE
- J-POP STATION
- なんでもQ（西原俊次が関連）
- 田原俊彦（西原俊次がスタッフとして参加）
- 秋元康
- 池田政典（トライアングルプロダクションの後輩で、ラジオ「オメガトライブの青春1000%」で最も多くゲスト出演している。高島信二が「池田政典ベストナウ」に参加）
- Bon-Bon Blanco（高島信二がスタッフとして参加・2009年に活動休止）
- TUBE（高島信二がスタッフとして参加）
- Naifu（高島信二がスタッフ、コーラスとして参加）
- 君はレゲエ1000% （1995年に発売されたオメガトライブのカヴァーアルバム）

### 杉山清貴&オメガトライブ関連
- 東京音楽祭
- CHIROLYN
- RAJIE
- MUSIC BOX
- おとなの夏休み
- super collection DREAM melody of memories
- ユア・リクエスト
- 神奈川県のご当地ソング一覧
- シティ・ポップ
- 湘南サウンド
- 国道134号
- 食玩CD
- WOWOW（2024年、「杉山清貴&オメガトライブ 3カ月連続特集」と銘打った特別コンテンツを企画。デビュー40周年記念企画ライブ千秋楽となる横浜公演を生中継する他、リハーサル風景やインタビューを軸としたオリジナル番組を制作して放送した[85]）

### 1986オメガトライブ / カルロス・トシキ&オメガトライブ関連
- ワーナーミュージック・ジャパン
- 河内淳一のディスコグラフィ（ジョイ・マッコイが関連）
- 新井正人（1986オメガトライブの黒川照家とWオメガ結成）
- 日浦孝則（1986オメガトライブの黒川照家、ブランニュー・オメガトライブの新井正人が関連）
- 天国のドア（「時はかげろう」が関連）
- 夏歌
- ALWAYS WITH YOU 〜いつも心に青春の歌〜
- Hits on TV
- 花の降る午後 オリジナルサウンドトラック
- 有川正沙子
- 1001%ドラゴンズ（番組名の由来）
- マーティー・ブレイシー（サポートドラマー）

### BRAND NEW OMEGA TRIBE関連
- 日浦孝則（Voの最終選考に残った）

### WEATHER SIDE関連
- 亀田誠治（シングル・アルバム全曲でWEATHER SIDEと共同編曲）